# Anaea rayoensis
Anaea rayoensis är en fjärilsart som beskrevs av De la Maza och Díaz Francés 1978. Anaea rayoensis ingår i släktet Anaea och familjen praktfjärilar. Inga underarter finns listade i Catalogue of Life.